# Doloessa constellata
Doloessa constellata är en fjärilsart som beskrevs av George Francis Hampson 1898. Doloessa constellata ingår i släktet Doloessa och familjen mott. Inga underarter finns listade i Catalogue of Life.